# سوق رمادي
السوق الرمادية (أو كما يطلق عليه البعض السوق الموازي) هو التجارة في السلع من خلال قنوات التوزيع القانونية ولكنها غير المقصودة من قبل المصنع الأصلي. 

## الوصف
سلع السوق الرمادية عادة قانونية، وغيرمزيفة تباع لكنها تمر خارج قنوات التوزيع الطبيعية من قبل جهات لا يكون لها أي علاقة مع منتجي السلع. هذا النوع من الاستيراد الموازي في كثير من الأحيان يحدث عندما يكون سعر منتج في بلد ما أعلى بكثير منه في بلد آخر. وعادة ما يحدث هذا مع الأجهزة الإلكترونية مثل الكاميرات. يقوم رجال الأعمال بشراء منتج متوفر في مكان ما بسعر منخفض، في كثير من الأحيان من محال تجارة التجزئة وأحيانا من محال الجملة، ويقوموا باستيرادها قانونيا إلى السوق المستهدف. ثم يقومون ببيعها بسعر مربح ولكن أقل من سعر السوق العادي.
الجهود الدولية الرامية إلى تعزيز التجارة الحرة، بما في ذلك تخفيض الرسوم الجمركية وتوحيد المعايير الوطنية، تعمل أيضا على تسهيل هذا النوع من المراجحة كلما تحاول الشركات المصنعة الحفاظ على درجة متباينة في التسعير. بحكم طبيعة الأسواق الرمادية، فإنه من الصعب أو من المستحيل تتبع أرقام دقيقة لمبيعات الأسواق الرمادية. سلع السوق الرمادية غالبا ما تكون جديدة، ولكن وجد أن السلع المستخدمة وجدت طريقها في الأسواق الرمادية أيضا ولقبت هذه الأسواق بالأسواق الخضراء.
هناك نوعان رئيسيان من الأسواق الرمادية، الأول خاص بالسلع المستوردة المصنعة التي عادة ما تكون غير متوفرة أو أكثر تكلفة في بلد معين والنوع الآخر خاص بالأوراق المالية غير المصدرة التي لم يتم تداولها في الأسواق الرسمية. في بعض الأحيان مصطلح السوق المظلم يستخدم لوصف التداول السري وغير المنظم (على الرغم من أن في كثير من الأحيان من الناحية الفنية القانونية) العقود الآجلة، مثل عقود النفط الخام في عام 2008. يمكن اعتبار هذا نوع ثالث من «السوق الرمادية» لأنها قانونية، وغير منظمة، ولكن ربما لم يهدف لها منتجو النفط بشكل صريح  أو قاموا بترخيصها.
إن استيراد المواد المحظورة قانونيا أو الممنوعة مثل عقاقير الوصفات الطبية أو الأسلحة النارية يعتبر سوق سوداء، كونه تهريب للسلع إلى بلد مستهدف لتجنب رسوم الاستيراد. وهو ذات المفهوم لتهريب المشروبات الكحولية. مصطلح «التهريب» هو أيضا في كثير من الأحيان يشيرإلى إنتاج أو توزيع السلعالمزيفة أو المقلدة.
من مظاهر الأسواق الرمادية أسواق ألعاب الفيديو  حيث أنه في بعض الأوقات يتجاوزالطلب المفاجئ على هذه الألعاب العرض   خصوصا خلال مواسم العطلات مما يتسبب في نفاد مخزون الوكلاء المحليين المرخصين. ومن الأشياء التي تلقى رواجا مشابها الدمى. في مثل هذه الحالات، سعر السوق الرمادي قد يكون أعلى بكثير من سعر محال التجزئة المعينة من المصنعين. مواقع المزادات على الإنترنت مثل موقع إيباي ساهمت في ظهور السوق الرمادية لألعاب الفيديو.

## السلع

### السيارات
تقسم شركات صناعة السيارات الأسواق العالمية حسب المناطق والأسعار مما يخلق طلبا لسوق استيراد مركبات رمادي.
و على الرغم من أن بعض الواردات الرمادية تشكل صفقات مربحة، لكن بعض المشترين اكتشفوا أن سياراتهم لا تتناسب مع اللوائح المحلية، أو أن بعض قطع الغيار أوالخدمات يصعب الحصول عليها لأن هذه السيارات تختلف عن الإصدارات التي تباع من خلال الوكيل المحلي.
 قالب:Citation needed span

### البث
تظهر الأسواق الرمادية للبث التلفزيوني والإذاعي في المقام الأول في ما يتعلق بالبث الفضائي.
الشكل الأكثر شيوعا هو شركات بيع معدات وخدمات من مزود غير مرخص له بالعمل في السوق. على سبيل المثال، المستهلك الكندي الذي يريد الوصول إلى برامج إذاعية أو تليفزيونية أمريكية لا تتوفر في كندا قد يبحث عن موزعي السوق الرمادية كشركة Dish Network أو Direc TV. وهناك أيضا سوق رمادية في الولايات المتحدة لخدمات الأقمار الصناعية الكندية  مثلBell TV  أوShaw Direct.

### الهواتف المحمولة
ظهور تقنية الـ GSM الدولية للهواتف المحمولة في عام 1990 دفعت ظهورالسوق الرمادية في صناعة الهاتف الخليوي. ومع نمو الطلب العالمي على الهواتف النقالة نمت كذلك حجم السوق الموازية حيث يقدر اليوم أن أكثر من 30 ٪ من جميع الهواتف المحمولة المتداولة تمر من خلال السوق الرمادية وهذه الإحصائية لا تزال تنمو. وهكذا فإنه من المستحيل تحديد رقم دقيق لكن المصادر تشير إلى أن ما يصل إلى 500,000 من الهواتف النقالة يتم شراؤها وبيعها خارج قنوات التوزيع الرسمية وإنما من خلال منصات تداول خاصة بهم كل يوم.
القوى الدافعة وراء قوة نشاط السوق الرمادي للهواتف المحمولة تشمل تقلبات العملات ومطالب العملاء وسياسات المصنعين وتغير الأسعار. ليس من غير المألوف بالنسبة لتجار الأسوق الرمادية إدخال منتج إلى السوق قبل أشهر من الإطلاق الرسمي. وكان هذا واضحا مع إطلاق آي فون 4، حيث دولية السوق الرمادية التجار بشراء كميات كبيرة في شركة أبل سعر التجزئة ثم يتم شحنها إلى بلدان حيث كان المنتج غير متوفر إضافة هامشا كبيرا على سعر إعادة البيع.

### الالكترونيات
في السوق الرمادية للإلكترونيات يقوم التجار باستيراد البضائع من مناطق تكون الأسعار أرخص أو يتوفر المنتج بتصميم مختلف وأكثر ملاءمة للمستهلكين، ثم بيع البضائع في المناطق التي يكون فيها سعر البيع أعلى. يقوم تجار التجزئة على الإنترنت باستغلال تفاوت التسعير في مختلف البلدان باستخدام واردات السوق الرمادي من المناطق التي يباع فيها المنتج بتكلفة أقل وبيعها دون التقيد بالأسعار الإقليمية. مواقع مثل تاوباو وإيباي  يمكنا العملاء من شراء منتجات مصممة لمناطق خارجية مع ميزات مختلفة أو أرخص في التكاليف عن طريق الإستيراد الموازي. وتجد السوق الرمادي لمعدات التصوير الفوتوغرافي وغيرها من الالكترونيات مرتفعة في ضرائبها في دول مثل سنغافورة مع تجار يستوردون مباشرة من مناطق منخفضة الضرائب ويقومون ببيعها بأسعار أقل مما يخلق منافسة ضد الموزعين المعتمدين من قبل الشركات المصنعة. البضائع الرمادية، كما تسمى بالعامية، غالبا ما تكون قابلة للمقارنة بالمنتجات التي يتم شراؤها من الشركة المصنعة الأصلية.

### برامج المسافر الدائم
التجارة أو المقايضة في برامج المسافر الدائم  محظور من قبل جميع شركات الطيران الكبرى تقريبا، وعلى الرغم من ذلك فإنه يوجد جهة معتمدة وسيطة لبرامج مسافر دائم معينة. و تقوم بتبادل أميال المسافر الدائم بشكل غير مصرحمما تشكل سوقا رماديا لهذه الخدمة.

### حليب الأطفال

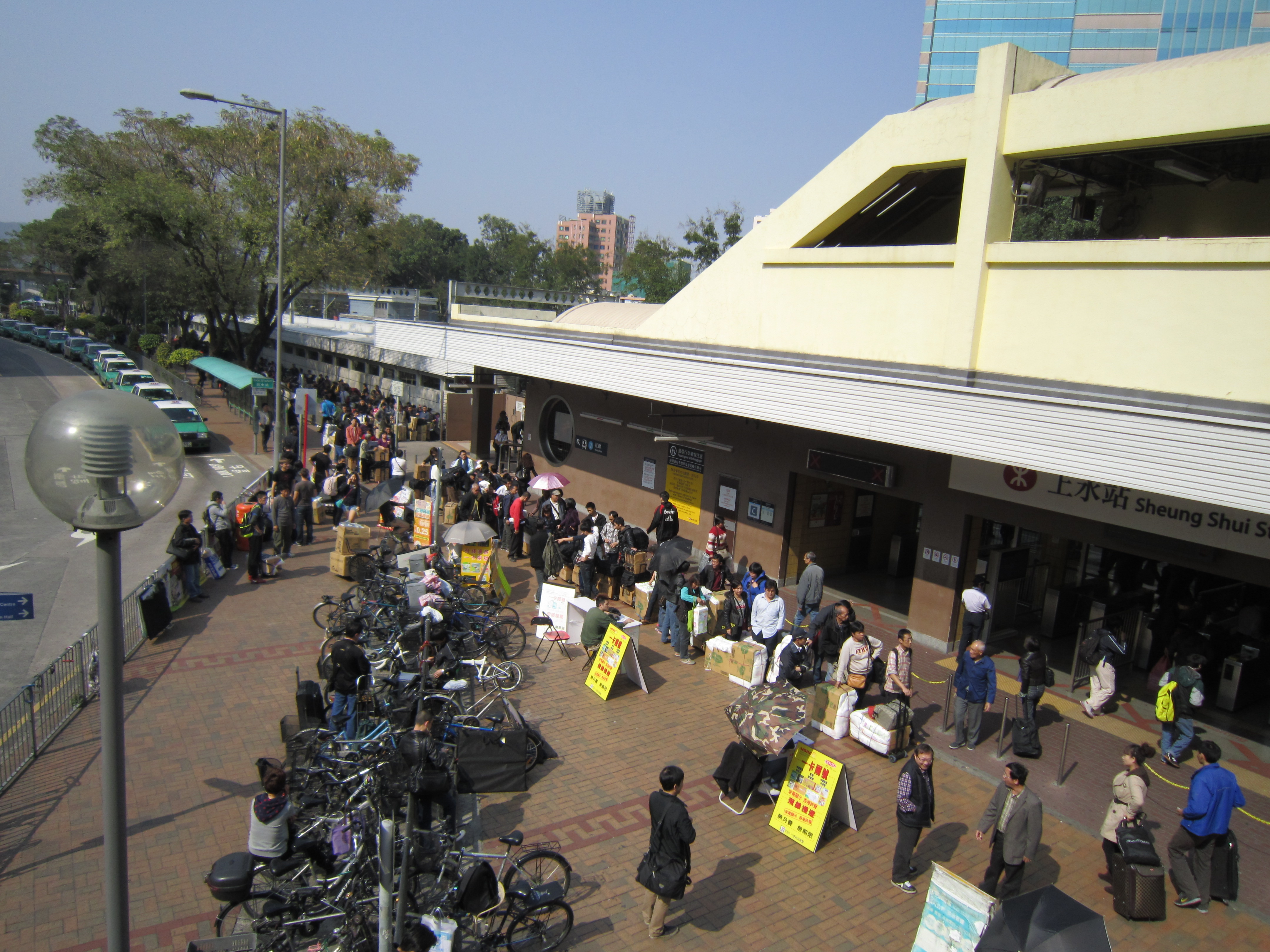
مهربو الحليب يصطفون خارج محطة شيونغ شوي.

عقب فضيحة الحليب الصيني عام 2008 فقد الآباء في الصين الثقة في منتج حليب الأطفال المحلي، مما خلق طلبا للمنتجات الأوروبية واليابانية والأمريكية. القيود على استيراد الحليب من هذه المصادر أدى بالآباء إلى الاستعداد لدفع سعر أعلى على العلامات التجارية الأجنبية مما أدى إلى ظهور مهربي مسحوق الحليب الذين يشترونه من هونغ كونغ، ويحملون العلب عبر الحدود إلى شنتشن قبل العودة إلى هونغ كونغ لتكرار هذه العملية. تأثير نشاط المهربين أدى إلى نقص في حليب الأطفال في هونغ كونغ مما اضطر الحكومة إلى فرض قيود على إخراج الحليب من البلد حيث سمح للشخص الوحد بإخراج علبتين بالرحلة فقط. تأثير قيود حكومة هونغ كونغ  أدى بدوره إلى نقص في أستراليا. أما في المملكة المتحدة فقد طالب  منتجو الحليب تجار التجزئة بعدم بيع أكثر من علبتي حليب فقط للمستهلك حيث ظهرت أدلة على نية إعادة شحنه للصين.

### المستحضرات الصيدلانية
بعض الأدوية والوصفات الطبية، وأبرزها الأدوية الشعبية ذات العلامات التجارية، يمكن أن تكون بأسعار مرتفعة جدا بالمقارنة إلى تكلفة النقل. بالإضافة إلى الأدوية الأسعار يمكن أن تختلف اختلافا كبيرا بين البلدان، وخاصة نتيجة تدخل الحكومة في الأسعار. ونتيجة لذلك، فإن السوق الرمادية للأدوية يزدهر، وخاصة في أوروبا على امتداد الولايات المتحدة–كندا الحدود حيث الكنديين في كثير من الأحيان دفع أسعار أقل من ذلك بكثير بالنسبة لنا من صنع المستحضرات الصيدلانية من الأميركيين القيام به.

### الأسهم في سوق الأوراق المالية
تباع الأوراق المالية لبعض الشركات العامة غير المدرجة أو غير المتداولة في أي بورصة أمريكية أو حتى خارج البورصة من الأسواق غير المنظمة في صورة من صورالسوق الرمادية.  الأوراق المالية في الأسواق الرمادية لا يوجد من يحدد سعرها وعطاءات وعروض المستثمرين لا يتم جمعها في مركز معين وبالتالي تنعدم الشفافية في السوق ويصعب تنفيذ الأوامر بفعالية.

### الكتب المدرسية
الكتب الجامعية أيضا لديها سوق رمادي، حيث يوفرالناشرون كتبا مخفضة السعر في البلدان النامية أو في بعض الأحيان المملكة المتحدة.
هذه الكتب تحتوي عادة على إخلاء مسؤولية يشير إلى أن الاستيراد غير مسموح. ومع ذلك، فإن قرارات المحكمة العليا الأمريكية  في قضيتي  Quality King v. L'anza (1998) و Kirtsaeng v. John Wiley & Sons, Inc. (2013 بخصوص الكتب المدرسية المستوردة من تايلاند عن طريق بائع في موقع إيباي) حمت استيراد مواد ذات حقوق طبع ونشر بموجب مذهب البيع الأول.

## الإجراءات المتخذة من قبل الشركات
الأطراف المعارضة للأسواق الرمادية هم عادة الوكلاء المعتمدين أو المستوردين أو تجار التجزئة للأصناف المحددة بالسوق المستهدف. و كرد فعل على الأضرار الناتجة في الأرباح وسمعة الشركات المصنعة وسلسلة التوزيع الرسمية غالبا ما تسعى هذه الأطراف إلى تقييد السوق الرمادية. لكن مثل هذه الردود يمكن أن يعتبر خرقا لقانون المنافسة، وخاصة في الاتحاد الأوروبي. الشركات المصنعة أو المرخص لهم في كثير من الأحيان يسعون إلى فرض قوانين العلامات التجارية أو غيرها من قوانين الملكية الفكرية لمكافحة مثل هذه الأسواق. في عام 2002 كسبت شركة ليفي شتراوس قضية قانونية بعد 4 سنوات، منعت بموجبها سوبرماركيت تيسكو بالمملكة المتحدة من بيع الجينز من مصادر أسواق رمادية. ومع ذلك، فإن هذه الحقوق يمكن أن تكون محدودة. ومن أمثلة هذه القيود مذهب البيع الأول في الولايات المتحدة ومذهب استنفاد الحقوق في الاتحاد الأوروبي.
عندما يتم الإعلان لمنتجات لمنتجات السوق الرمادية على جوجل، أو موقع إيباي أو غيرها من المواقع على شبكة الإنترنت المشروعة، فمن الممكن أن يتم طلب إزالة أي إعلانات من شأنها انتهاك العلامات التجارية أو حقوق التأليف والنشر. وهذا يمكن أن يتم مباشرة، دون إشراك المهنيين القانونيين. على سبيل المثال، من الممكن أن يقوم موقع إيباي بإزالة قوائم مثل هذه المنتجات حتى في البلدان التي ليست ضد هذا القانون. وقد ترفض الشركات المصنعة تزويد الموزعين وتجار التجزئة بمنتجاتها ممن يتعاملون مع المنتجات التجارية الرمادية. وقد يعملون أيضا على الحد من الإمدادات في الأسواق حيث تكون الأسعار منخفضة. ومن الوسائل الأخرى أن لشركات المصنعة قد ترفض ضمان منتجات رمادية المصدر، على أساس أن سعر المنتجات الأصلية أعلى من نظيراتها في السوق الرمادية فتعكس مستوى أعلى من الخدمة على الرغم من أن الشركة المصنعة بالطبع تتحكم بأسعار موزعيها. وبدلا عن ذلك توفر خدمة الضمان من فرع الشركة أو وكلائها في بلد الاستيراد المقصود، وليس البلد ثالث المحول إليه حيث تباع المنتجات الرمادية من قبل الموزعين أو تجار التجزئة. يتضح مثل هذا الرد في السلع الإلكترونية. القوانين المحلية (أو طلبات العملاء) بشأن التوزيع والتغليف (على سبيل المثال، اللغة المكتوبة على المغلفات، وحدات القياس، وبيان تركيبة المواد الغذائية)  يمكن أن تدخل ضمن جملة هذه الردود لأنها تتعلق بالشهادات الوطنية لبعض السلع.

### المعارضة
تقول جماعات حماية المستهلك أن التمييز ضد المستهلكين (فرض أسعار أعلى على نفس السلعة بسبب بسيط هو مكان توفرها) ظلم وسلوك احتكاري من الشركات نحو العامة. و لأنه يتطلب من الحكومات سن تشريعات لمنع المواطنين من شراء سلع بأسعار أرخص من الأسواق الأخرى، وهذا هو كما هو واضح ليس في مصالح المواطنين، فإن العديد من الحكومات في البلدان الديمقراطية اختارت عدم حماية التقنيات المانعة للمنافسة مثل الترميز الإقليمي لإسطوانات ال دي في دي.
على عكس السوق السوداء، فإن السوق الرمادية لا تسهم في توزيع مواد غير قانونية، كما أنها لا تشجع الممارسات غير العادلة. في المقابل، فإن السوق الرمادية قد وجدت الدعم من معظم النزعات الأيديولوجية. الليبراليون  الراديكاليون المعارضين للتمييز الطبقي يزعمون أن الملكية الخاصة بشكل عام تؤدي إلى ظلم كبير للمجتمع وبالتالي فهم ضد فكرة الملكية الفكرية التي تشكل أساس الحجج ضد السوق الرمادية. بينما يتفق أنصار المؤسسات التجارية  أن إنفاذ الملكية الفكرية يمكن أن يؤدي إلى التقليل من تأليف الجهد'.